# Chúa phù hộ Sa hoàng!
"Chúa phù hộ Sa hoàng!" (tiếng Nga: Боже, Царя храни !, chuyển tự: Bozhe, Tsarya khrani) là quốc ca của đế quốc Nga. Bài hát được chọn từ một cuộc thi được tổ chức vào năm 1833 và lần đầu tiên được trình diễn vào ngày 18 tháng 12 năm 1833. Nhà soạn nhạc là nghệ sĩ violin Alexei Lvov, và lời của nhà thơ Vasily Zhukovsky. Đó là quốc ca Nga cho đến Cách mạng tháng Mười Nga năm 1917, sau đó "Bài La Marseillaise của giai cấp công nhân" được thông qua làm quốc ca mới cho đến khi Cộng hòa Liên bang Dân chủ Nga bị buộc giải thể.

## Lời bài hát
Lời bài hát này được viết bằng tiếng Nga trước cải cách.

Боже, Царя храни!
Сильный, державный,
Царствуй на славу, на славу намъ!
Царствуй на радость намъ,
Царь православный!
Боже, Царя храни!
Боже, Царя храни!
Славному долги дни
Дай на земли! Дай на земли!
Гордыхъ смирителю,
Слабыхъ хранителю,
Всѣхъ утѣшителю
Все ниспошли!
Перводержавную
Русь православную,
Боже, храни! Боже, храни!
Царство ей стройное,
Въ силѣ спокойное!
Все-жъ недостойное
Прочь отжени!
Воинство бранное,
Славой избранное,
Боже, храни! Боже, храни!
Воинамъ-мстителямъ,
Чести спасителямъ,
Миротворителямъ
Долгіе дни!
Мирныхъ воителей,
Правды блюстителей
Боже, храни! Боже, храни!
Жизнь ихъ примѣрную
Нелицемѣрную,
Доблестямъ вѣрную
Ты помяни!
О, Провидѣніе!
Благословеніе
Намъ ниспошли! Намъ ниспошли!
Къ благу стремленіе,
Въ счастьѣ смиреніе,
Въ скорби терпѣніе
Дай на земли!
Будь намъ заступникомъ,
Вѣрнымъ сопутникомъ
Насъ провожай! Насъ провожай!
Свѣтло-прелестная,
Жизнь поднебесная,
Сердцу извѣстная,
Сердцу сіяй!

### Bản dịch tiếng Việt (lời hát)
Thiên chúa, phù hộ Sa hoàng !
Mạnh mẽ, có chủ quyền,
Trị vì vinh quang, vì vinh quang của chúng ta!
Cai trị để làm cho kẻ thù sợ hãi,
Chính thống Sa hoàng!
Chúa ơi, phù hộ Sa hoàng!

### Bản dịch tiếng Việt (lời thơ)
Thiên Chúa phù hộ Sa hoàng cao quý của chúng ta!
Tuyệt vời là vinh quang của mình!
Nuôi trồng quyền lực và uy nghi;
Sa hoàng! Có thể may mắn được tắm
trên ngươi;
Chúa phù hộ ngươi vẫn còn, Sa hoàng của ta!

## Liên kết
- Russian Anthem Museum (tiếng Anh))  (tiếng Nga))
- National Anthem Info
- Brandenburg Historica (C) 2014. "Military Music and Tradition in Imperial Russia, 1700-1917". Updated ngày 22 tháng 8 năm 2014.
- „God Save the Tsar!“ in the House of the Union